# Улозонова киселина
Улозонова киселина е захарна киселина получена при окислението на С1 хидроксилната група на кетоза до карбоксилна група, при което се полуава алфа-кето киселина.

## Представители
- Неураминова киселина (още невраминова) (5-амино-3,5-дидезокси-D-глицеро-D-галактонон-2-улозонова киселина)
- Кетодезоксиоктулозонова киселина (КДО или 3-дезокси-D-мано-окт-2-улозова киселина)